# Cervecería

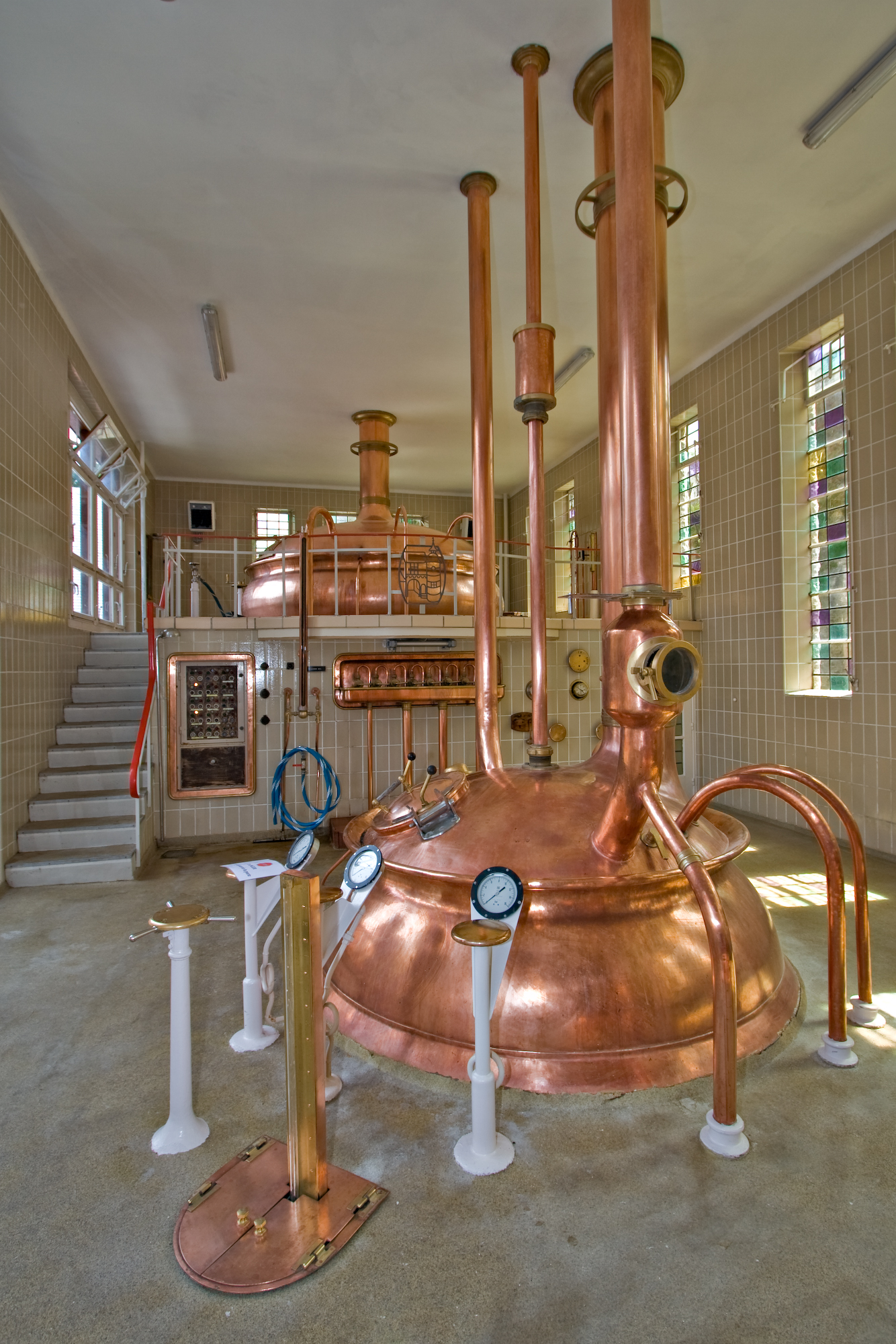
Cuba de filtración y hervidor de cocción en una fábrica de cerveza trapista moderna.

Una cervecería es una fábrica dedicada a la elaboración de la cerveza, y han existido durante gran parte de la historia de la cerveza; sin embargo, la cerveza se puede hacer de forma casera. Una compañía que produce cerveza puede ser llamada cervecería o compañía cervecera.
La diversidad de tamaños de las cervecerías corresponde a la diversidad de procesos, los grados de automatización y los tipos de cerveza producida en estas fábricas. Cuando se trata de pequeñas producciones con un bajo grado de automatización, se las conoce como microcervecerías y el producto resultante como cerveza artesana. Normalmente, una cervecería se divide en secciones distintas, con cada sección reservada a una parte del proceso de elaboración del producto.
En algunos países el nombre cervecería hace alusión a un bar especializado en servir esencialmente cerveza.

## Historia
La fábrica de cerveza más antigua existente en el mundo está en funcionamiento desde 1040, la Bayerische Staatsbrauerei Weihenstephan, en Freising. La cervecería más antigua de un monasterio en el mundo se encuentra en el Monasterio de Weltenburg, cerca de Kelheim, y está en funcionamiento desde 1050. Ambas fábricas están situadas en Alemania.